# Sleepaway Camp
Sleepaway Camp (bra: Acampamento Sinistro; prt: Acampamento Sangrento) é um filme de terror norte-americano de 1983, do subgênero slasher, escrito e dirigido por Robert Hiltzik. Os papéis principais são interpretados por Felissa Rose, Katherine Kamhi, Paul DeAngelo, Mike Kellin e Christopher Collet. É o primeiro filme da franquia Sleepaway Camp e seu enredo gira em torno de uma série de assassinatos que assola um acampamento de verão para jovens.
De produção independente, o longa-metragem foi filmado no interior do estado de Nova Iorque em meados de 1982 e distribuído nos Estados Unidos no ano seguinte pela United Film Distributors. Lançado num momento em que os filmes slasher começavam a ganhar popularidade, arrecadou aproximadamente 11 milhões de dólares de bilheteria. Entretanto, recebeu avaliações desfavoráveis dos críticos, muitos dos quais o consideraram apelativo e derivado de filmes como Friday the 13th (1980).
Nos anos seguintes ao seu lançamento, Sleepaway Camp se estabeleceu como uma produção cult, bem como ganhou notoriedade pelo seu final surpreendente, frequentemente listado na posteridade como um dos mais chocantes do gênero terror e da história do cinema em geral. O filme também se tornou alvo de análises divergentes de críticos modernos em relação aos temas de identidade de gênero por ele suscitados. Foi seguido por quatro sequências, lançadas entre 1988 e 2012.

## Enredo
John e seu namorado Lenny levam os pequenos Angela e Peter, filhos de John, para um passeio de barco. John e uma das crianças morrem atingidos por uma lancha. Oito anos depois, a sobrevivente Angela, que agora vive com sua tia Martha, é enviada com o primo Ricky para o acampamento Arawak. Muito introvertida, Angela sofre bullying das colegas campistas Judy e Meg. O cozinheiro Artie tenta molestar Angela e, mais tarde, alguém faz derramar água fervente sobre ele, escaldando-o gravemente. Ricky e o amigo Paul brigam com Kenny e Mike, que zombavam de Angela. Paul faz amizade com ela e posteriormente a beija. Kenny morre afogado misteriosamente.
Após implicar com Angela, o campista Billy é picado até a morte após alguém prendê-lo com uma colmeia no banheiro. O diretor do acampamento, Mel, desconfia que há um assassino no local. Angela e Paul se beijam novamente e ela lembra de um momento da infância em que viu o pai fazendo sexo com outro homem. Ela flagra Paul e Judy se beijando e fica chateada. Judy e Meg jogam Angela na água. À noite, Meg morre esfaqueada durante o banho e o corpo dela é encontrado por Mel. Enquanto Judy está sozinha arrumando o cabelo, o assassino usa uma chapinha quente para matá-la. Mel culpa Ricky pelos assassinatos e o agride até deixá-lo inconsciente.
O verdadeiro assassino aparece e mata Mel com uma flechada na garganta. A polícia chega e Angela marca um encontro com Paul no lago. Os monitores Ronnie e Susie encontram Angela nua e segurando a cabeça decepada de Paul. Eles ficam chocados ao descobrir que a tímida garota é, na verdade, um menino. É revelado que a verdadeira Angela morreu no acidente e Peter, o irmão dela que se pensava estar morto, sobreviveu. Depois que conseguiu a guarda de Peter, a excêntrica Martha, que sempre quis ter uma filha, decidiu criá-lo como menina. "Angela" se levanta, com a genitália masculina à vista, e começa a grunhir com uma expressão ameaçadora.

## Elenco
Este é o elenco principal do filme, na ordem dos créditos finais e conforme descrição do Instituto Americano de Cinema:
| - Felissa Rose como Angela - Jonathan Tiersten como Ricky - Karen Fields como Judy - Christopher Collet como Paul - Mike Kellin como Mel - Katherine Kamhi como Meg - Paul DeAngelo como Ronnie - Tom Van Dell como Mike - Loris Sallahain como Billy | - John Dunn como Kenny - Willy Kuskin como Mozart - Desiree Gould como Tia Martha - Owen Hughes como Artie - Robert Earl Jones como Ben - Susan Glaze como Susie - Frank Trent Saladino como Gene - Rick Edrich como Jeff - Fred Greene como Eddie | - Allen Breton como Policial Frank - Michael Mahon como Hal - Dan Tursi como John - James Paradise como Lenny - Alyson Mord como Mary Ann - Carol Robinson como Dolores - Lisa Buckler como Leslie - Colette Lee Corcoran como jovem Angela - Frank Sorrentino como jovem Peter |

## Produção

### Desenvolvimento
O conceito do filme surgiu no início da década de 1980, quando Robert Hiltzik, um jovem estudante de pós-graduação em cinema da Universidade de Nova Iorque, decidiu que a melhor maneira de entrar na indústria cinematográfica era escrever, produzir e dirigir seu próprio longa-metragem. Ele optou por fazer um filme de terror apostando no apelo comercial desse gênero, que começava a ganhar popularidade na época, decorrente do sucesso de produções como The Evil Dead (1981) e, principalmente, dos slashers como Friday the 13th (1980). Apesar de não ser o gênero que mais lhe agradava como cinéfilo, Hiltzik considerava que o terror lhe permitiria fazer algo interessante com pouco dinheiro e boas chances de distribuição, ressaltando que a ideia de ambientar a história num acampamento foi uma estratégia financeira, pois filmar em um único local ajudaria a economizar muito o orçamento. Ele estava no terceiro e último ano da faculdade e começou a trabalhar no filme sem que a escola soubesse.

### Roteiro
Segundo Hitzilk, a inspiração para a história de Sleepaway Camp não veio de outro filme ou diretor em particular, mas sim do próprio cenário escolhido para a realização das filmagens: Camp Algonquin, um verdadeiro acampamento de verão situado no interior de Nova Iorque. O cineasta disse ter frequentado esse estabelecimento na infância, de modo que vários elementos do roteiro surgiram a partir das lembranças de situações que marcaram sua experiência lá, incluindo uma supervisão muito baixa e crianças correndo soltas. Ele também ouviu falar do "Maníaco de Cropsey", uma lenda sobre um funcionário de acampamento ou morador local que assassinava campistas como vingança por ter sido ferido ou desfigurado.
Hiltzik descreveu o cenário principal do filme inteiramente com base nas dependências do acampamento, antes mesmo de saber se teria acesso ao local, uma vez que já estava bastante familiarizado com o ambiente. Primeiro, o cineasta escreveu o início e o fim da história para só depois começar a adicionar detalhes ao enredo. Seu objetivo era criar uma trama completamente centrada nas crianças frequentadoras do acampamento, idealizando-as tanto como vítimas quanto vilões. Ele queria ainda um final chocante ou uma reviravolta sobre a qual o público conversasse quando saísse do cinema, o que levou à revelação final da transgeneridade da protagonista, algo que o diretor acreditava nunca ter sido visto antes. Para prenunciar esse desfecho, ele decidiu incrementar o filme com um ângulo psicossexual, incluindo alguns elementos homoeróticos como cenas de homens correndo nus e dormindo juntos na cama.

### Seleção do elenco
Para a maior parte do elenco principal foram contratados jovens atores iniciantes de Nova Iorque. Ao contrário de muitos filmes de terror da época, que traziam adultos interpretando jovens, Sleepaway Camp diferenciou-se por ter um elenco composto principalmente por adolescentes. Isso aconteceu porque Hiltzik se incomodava com a escalação de intérpretes mais velhos para papéis juvenis e considerava que a novidade de um elenco realmente adolescente agradaria o público. Além disso, a equipe reuniu mais de 75 crianças locais, algumas muito pequenas, para atuarem como figurantes. O diretor relatou que, apesar da natureza do filme, os pais não se opuseram à participação dos filhos menores nem interferiram na produção e, inclusive, deixaram as crianças aos cuidados dele e da equipe ao longo das semanas de filmagem.

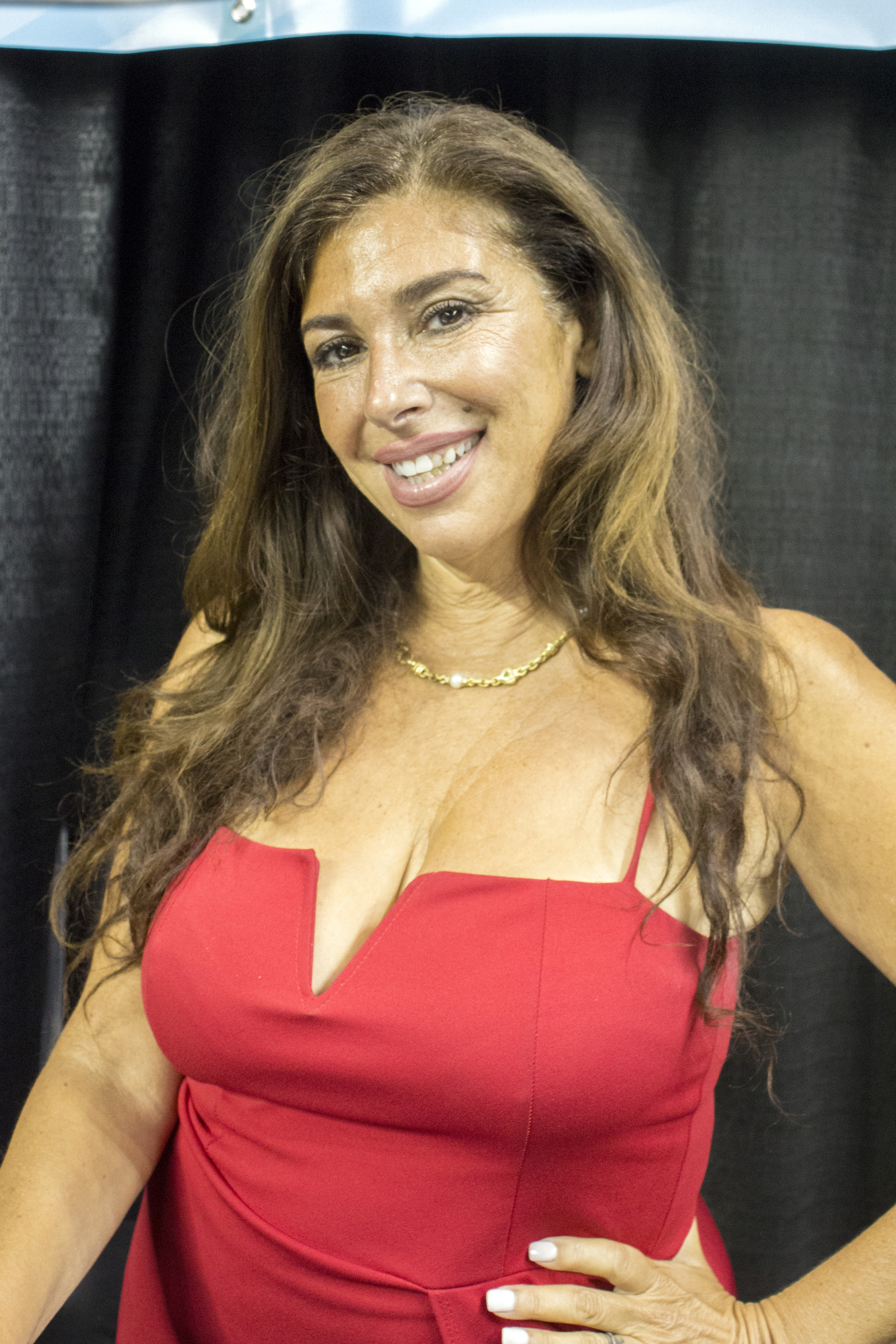
Felissa Rose tinha 13 anos quando foi escalada para interpretar Angela, a protagonista do filme.

A escolhida para interpretar a protagonista Angela, Felissa Rose, tinha 13 anos. Foi seu primeiro trabalho como atriz profissional, permitindo-lhe ingressar no Screen Actors Guild. Ela conseguiu o papel por intermédio de seu agente, que lhe informou que o projeto era uma nova visão sobre o enredo de "crianças mortas no acampamento" estabelecido anos antes com Friday the 13th. Segundo a artista, aparentemente o diretor queria apenas que a intérprete fosse uma moça de "olhos arregalados, peito pequeno e silenciosa". No teste de elenco, ele pediu que Rose improvisasse situações simples, como sentar numa cadeira e "olhar para o nada" fingindo comer um doce ou imaginar-se desconfortável na praia. A mãe de Rose a acompanhou o tempo todo no set, assegurando-se de que a jovem não fizesse nada perigoso.
O teste de Jonathan Tiersten para o papel de Ricky consistiu em xingar Hiltzik, a pedido do próprio diretor. A vilanesca Judy, que Hiltzik considerava um papel adequado para uma loira, seria interpretada por Jane Krakowski, que deixou o elenco após se opor à cena de morte da personagem. Sua substituta, Karen Fields, fez um único teste de improvisação sem preparação nem leitura do roteiro. Fields, tida como uma adolescente tímida e quieta, disse que surpreendeu o elenco e a equipe por conseguir interpretar a mal-intencionada personagem. Katherine Kamhi e John Dunn, que atuavam desde a infância e contracenaram na telessérie All My Children, foram escalados como Meg e Kenny, respectivamente. Kamhi foi selecionada para o filme enquanto participava de gravações da série. Loris Sallahian, de pequenos papéis anteriores na Broadway, na televisão e no longa-metragem Fame (1980), foi escolhido para o papel de Billy.
Desiree Gould, cuja única experiência anterior na tela havia sido uma breve participação no telefilme You Can't Go Home Again (1979), deu vida a Martha, a excêntrica tia de Angela. Por indicação de um amigo que era colega de classe de Hiltzik na Universidade de Nova Iorque, Dan Tursi fez um teste e conseguiu o papel de John, o pai de Angela; antes, Tursi já havia trabalhado em alguns curtas-metragens do cineasta. Com apenas oito anos, Frank Sorrentino foi escolhido para o papel do jovem Peter, sendo este seu primeiro trabalho como ator. Entre os intérpretes dos funcionários do acampamento estavam os veteranos Robert Earl Jones como Ben, um ajudante de cozinha, e Mike Kellin como Mel, o gerente do estabelecimento. Foi o último filme de Kellin, que morreu em 26 de agosto de 1983, alguns meses antes do lançamento de Sleepaway Camp. Hiltzik comentou que a presença de Kellin contribuiu para que o filme recebesse uma distribuição ampla: "Ajudou ter Mike Kellin envolvido só porque ele era um 'nome'... não muito grande, mas mesmo assim era um nome".

### Locações e cenários
As filmagens foram realizadas na zona rural do estado de Nova Iorque, na área de entorno do lago Summit. O cenário usado para o fictício acampamento Arawak foi uma propriedade situada em Argyle, no condado de Washington, onde funcionava o Camp Algonquin, um antigo acampamento de verão no qual Hiltzik costumava passar férias quando criança. O diretor conhecia os donos da propriedade e disse que eles não viram problemas nas cenas violentas do roteiro, apenas se preocupavam em receber o pagamento. A sequência de abertura no lago foi filmada em Lake Luzerne, no condado de Warren. Uma residência em Glens Falls, na mesma região, foi escolhida aleatoriamente por Hiltzik para representar a fachada da casa de Tia Martha, com as cenas internas sendo registradas numa réplica de estúdio.

### Filmagens
Sleepaway Camp foi rodado em cinco semanas, entre setembro e outubro de 1982, contando com um orçamento de 350 mil dólares. O diretor e sua equipe relativamente pequena enfrentaram diversos contratempos durante a produção, a começar pelas condições climáticas nas locações e dificuldades de agendamento. Como o filme seria ambientado no verão e era outono na época das filmagens, algumas cenas acabaram por mostrar paisagens outonais em vez do verde veranil que a equipe esperava. O longa foi esboçado sequencialmente, no entanto, depois do primeiro dia de filmagem a produção já estava atrasada por conta do trabalho na cena de abertura, que demorou para ser concluída por ter sido filmada na água. Assim, os esboços sequenciais não puderam ser usados e foram completamente descartados.
Segundo relatos do elenco, as águas do lago estavam congelantes durante os registros das cenas aquáticas. Em certo momento da filmagem do acidente de lancha envolvendo o pequeno Peter e sua família, Frank Sorrentino caiu do veleiro e quase machucou o rosto no mastro da embarcação. Jonh Dunn, que interpretou Kenny, cortou a mão numa pedra afiada no fundo do lago enquanto atuava na sequência em que a canoa vira; o ferimento não sangrou a princípio, mas poucos minutos depois ele teve que ser levado às pressas para o hospital. Willie Kushin, assim como seu personagem Mozart, foi intimidado por um dos atores no set e, em alguns momentos, a situação chegou a tal ponto que Frank Trent Saladino, intérprete do monitor Gene, teve que intervir para proteger Kushin. Durante a filmagem da cena em que os rapazes se despem e pulam na água, Loris Sallahian se recusou a ficar nu e saiu do set. Após uma longa discussão com o diretor, ele concordou em voltar e terminar a cena.
Hiltzik instruiu Rose a atuar como se Angela desejasse constantemente a morte dos demais personagens. Como resultado, a atriz lança um olhar intenso para os demais atores em boa parte das cenas. Rose e Tiersten tiveram um "romance adolescente" durante as filmagens e tornaram-se amigos de longa data. Como havia recebido apenas as páginas do roteiro com suas próprias falas, Desiree Gould só descobriu quando já estava no set que sua personagem desencadearia o trauma sexual da protagonista. Gould ficou tão impressionada com a revelação que pensou em desistir do papel, mas Hiltzik a convenceu do contrário. Dan Tursi atuou sem dublê na cena em que John é atingido na cabeça pela lancha; ele e James Paradise (Lenny) também dispensaram dublês no momento em que John e Lenny são flagrados, em pleno ato sexual, por Angela e Peter. Fields comentou que se sentiu desconfortável ao filmar o beijo com o intérprete de Mike, Tom VanDell: "Tom e eu não conversamos mais do que algumas palavras [...]. Nem tínhamos certeza de quando deveríamos parar de nos beijar, então apenas mantivemos nossos lábios juntos e nossas línguas na boca um do outro até Robert dizer 'corta'".
Os munícipios locais foram muito prestativos, permitindo que suas equipes emprestassem uniformes de policiais e paramédicos, ambulâncias e outros veículos para o filme. Além disso, moradores locais contribuíram como figurantes. Na filmagem de uma briga de rua, os atores provocaram os munícipes com brincadeiras e xingamentos, o que os fez reagir com realismo na cena. Allen Breton, que interpretou o policial Frank, usou um uniforme real da polícia de Glens Falls, com arma e coldre. Ao perceber que a arma também era real e estava carregada, ele avisou imediatamente a produção e removeu as balas. Breton raspou o bigode durante as filmagens após ter sido chamado para outro trabalho de atuação e, ao retornar para concluir sua participação no filme, teve que usar um falso bigode plástico bastante evidente na tela.
Hiltzik comentou que o roteiro foi praticamente todo filmado, salientando que só alguns poucos ajustes foram feitos como pré-edição. Uma das principais alterações envolveu a morte de Judy, personagem que seria interpretada por Jane Krakowski e morreria após ser estuprada com um alisador de cabelo. Krakowski desistiu do papel e, após a escalação de Karen Fields, a cena foi atenuada, sendo filmada com sombras. Segundo Rose, Hiltzik também desistiu de filmar um momento em que Paul abriria a blusa de Angela na praia. Após o lançamento do filme, surgiram rumores de que haveria uma versão mais longa, pois as cenas de assassinato teriam sido cortadas para a exibição nos cinemas. Em uma reunião com fãs, o diretor garantiu ao público que não houve cortes e que o filme saiu como originalmente planejado.

### Maquiagem e efeitos
Os efeitos especiais e a maquiagem do filme ficaram a cargo de uma equipe liderada por Ed French e Ed Fountain. French também trabalhou em filmes como Terminator 2: Judgment Day (1991) e Star Trek VI: The Undiscovered Country (1991), pelo qual foi indicado ao Oscar. Sleepaway Camp tornou-se um dos primeiros grandes projetos da carreira do artista. Um dos efeitos mais debatidos pelo aspecto realista é o da flechada no pescoço, que mostra, aparentemente sem cortes ou edição, uma flecha perfurando a jugular de Mike Kellin. Com o passar das décadas, French e Fountain finalmente revelaram seu segredo: um equipamente mecânico estava preso sob um pescoço protésico, escondendo uma flecha dobrável que se desenrolaria como um trampolim quando atingida por uma flecha de apoio, criando a ilusão de um golpe certeiro.
Na sequência em que uma panela com óleo fervente é derrubada sobre o personagem de Owen Hughes, o efeito de queimaduras viscerais foi conseguido com moldagem de gesso, maquiagem pesada e gelatina pegajosa para dar a aparência de pele recém-descascada. O efeito de abelhas atacando e matando Billy no banheiro foi obtido com insetos filmados através de uma caixa de vidro. Loris Sallahian, intérprete da vítima, relembrou que, como seu rosto não seria visto na cena, a equipe usou apenas um boneco que foi coberto de abelhas. Bonecos também subsituíram os atores dentro da lancha na sequência do acidente no lago. Sallahian comentou ainda que, para a cena da briga com balões de água, os atores foram içados até um telhado e instruídos a não se moverem, caso contrário poderiam filmar uma cena aérea.

A expressão insana de Angela na última cena, cuja filmagem incluiu um homem com uma máscara simulando o rosto de Rose. Segundo um crítico, Angela "mais parece uma criatura do que [um] ser humano, sobretudo pelos cabelos desgrenhados e o corpo coberto de sangue".

O momento da reviravolta final exigiu grande empenho da equipe de efeitos. Na sequência, Angela levanta, revelando sua genitália masculina, enquanto permanece olhando para o lado com a boca aberta, os olhos arregalados e grunindo animalescamente. Andrew Housman, editor da Screen Rant, comentou que essa cena se torna efetivamente assustadora devido ao rosto "enlouquecido e demoníaco" da personagem e não necessariamente pela exibição do corpo masculino desnudo dela. Inicialmente, foi cogitado que Rose usasse uma prótese peniana, porém, devido às implicações legais por ela ser menor de idade na época, Hiltzik contratou um estudante universitário da área, que permaneceu anônimo, para subsitutir a atriz na cena. Para a filmagem, ele ficou nu à beira do lago, com o corpo completamente raspado, e usou uma máscara de gesso feita a partir de um molde do rosto de Rose. Segundo relato da atriz, o rapaz teve que ficar bêbado para reunir coragem de filmar a cena.
Housman observou que a decisão de usar um homem para interpretar Angela na cena final sobrepõe a expressão facial artificialmente congelada da atriz a um corpo maior e mais musculoso, um efeito que "parece tosco e seria ridículo se não fosse pela aparência anormal da combinação visual". Para confundir o público ao longo do filme quanto à condição sexual de Angela, Rose usou um sutiã especial que criava o efeito de seios pequenos. Além disso, as mãos do assassino vistas durante as cenas de morte pertenciam a Jonathan Tiersten (Ricky), pois o contrato de Rose estipulava que ela não atuaria em nenhuma cena de assassinato. Rose comentou que, apesar de o diretor frustrar-se por ela não poder atuar como a assassina, a decisão de substituí-la por Tiersten acabou sendo positiva para o filme: "Tenho mãos muito pequenas e finas, então se usassem minhas mãos, você provavelmente saberia que eram minhas, de Angela, em vez de suspeitar que talvez pudessem ser ou não de Ricky".

### Edição e música
Ao término das filmagens, a equipe procurava criar uma combinação inovadora entre a música e a cena de desfecho do filme, que termina repentinamente com o enquadramento do rosto da protagonista. Hiltzik, então, decidiu editar esse último plano do longa, congelando a expressão facial psicótica de Angela enquanto sobem os créditos finais. Para evitar um resultado muito estático, ele optou por alterar gradualmente a cor da imagem, de modo a conferir a ela um pouco mais de energia e torná-la "mais visceral". O diretor não tinha ideia de como conseguir esse efeito e filmou o plano de algumas maneiras diferentes, resolvendo os problemas durante o processo de edição.
O compositor da trilha sonora instrumental, Edward Bilous, foi descoberto numa cafeteria enquanto escrevia partituras. Frankie Vinci, vocalista da banda Fotomaker, ativa no final dos anos 1970, escreveu três canções para o filme, intituladas "You're Just What I've Been Looking For", "Tonight You’re Mine" e "Take a Chance". A primeira, que toca nos créditos finais, é a música tema de Angela e tem uma letra que se relaciona à protagonista, ao seu interesse romântico Paul e ao segredo dela. Como parte da comemoração de 40 anos do lançamento do filme, um EP com a trilha sonora foi lançado em outubro de 2023 nos formatos CD e vinil de 12 polegadas. Além das três versões originais das canções de Vinci, o EP incluiu uma quarta faixa com uma versão punk inédita de "Angela's Theme (You're Just What I've Been Looking For)".

## Recepção

### Lançamento
Com distribuição da United Film Distribution, o filme estreou em cinemas selecionados na cidade de Nova Iorque em 18 de novembro de 1983, no fim de semana de Ação de Graças. Segundo o Instituto Americano de Cinema, o lançamento em Los Angeles, Califórnia, se deu na primavera seguinte, em 25 de maio de 1984. Hiltzik dedicou Sleepaway Camp à própria mãe por meio da exibição da seguinte mensagem na tela antes do início do filme: "Em boa memória de Mamãe, uma realizadora".

### Bilheteria
Sleepaway Camp tornou-se um sucesso inesperado de bilheteria, estabelecendo-se, em seu fim de semana de abertura em 1983, como o filme de maior bilheteria do estado de Nova Iorque, superando Yentl (drama musical estrelado por Barbra Streisand) e Amityville 3-D. Em agosto de 1984, a revista Box Office informou que a arrecadação bruta no fim de semana de estreia foi de 90 000 dólares em quinze cinemas de Los Angeles. Em 10 de junho daquele ano, o longa ficou entre os vinte filmes de maior bilheteria dos Estados Unidos naquela semana. Ao término de sua exibição nos cinemas, arrecadou um total de 11 milhões de dólares.

### Resposta da crítica

#### Avaliações contemporâneas
Após o seu lançamento original, o filme passou a ser frequentemente comparado ao primeiro Friday the 13th devido aos cenários semelhantes e à estrutura do enredo centrada no recurso do quem matou?. Em análise publicada no The Philadelphia Inquirer, Rick Lyman criticou severamente o filme, depreciando as atuações, o roteiro e a reviravolta final, enquanto o Chula Vista Star-News considerou-o "um filme de mau gosto sobre assassinatos misteriosos num acampamento de verão para jovens que mistura obscenamente decapitações, esfaqueamentos, impulsos pubescentes, homossexualidade e travestismo" com um elenco de atores do ensino médio. George Williams, do The Sacramento Bee, fez críticas semelhantes às atuações e descreveu o filme como "estúpido" e "sujo". Paul Willistein, do The Morning Call, considerou a obra "simplesmente horrível", escrevendo que a sensibilidade camp da produção não foi efetiva, pois "pretende ser um filme de terror genuíno".
Uma crítica veiculada no The Courier-Journal caracterizou a produção como um "slasher de baixo orçamento no molde de Friday the 13th, com caos adolescente num acampamento de verão", Linda Gross, do Los Angeles Times, sentiu que o filme era "derivativo" e "pavoroso", mas admitiu que o seu ritmo era adequado e que o diretor Hiltzik soube representar o comportamento muitos vezes cruel e abusivo de adolescentes em relação a outro jovem. O The News-Press deu uma crítica favorável, elogiando-o como "um filme slasher chocantemente bom, se você usar o relativamente bom primeiro Friday the 13th como parâmetro... é apenas mais um assassino enlouquecido perseguindo campistas de verão núbeis. Mas, dessa vez, há alguns assassinatos verdadeiramente criativos e reviravoltas interessantes na trama".

#### Críticas retrospectivas
Nos anos posteriores a seu lançamento, Sleepaway Camp conquistou uma legião de admiradores e passou por reavaliação crítica. Seu final surpreendente foi distinguido pelo público e pela crítica como um dos mais chocantes da história do gênero slasher, bem como da história do cinema em geral. No agregador de resenhas Rotten Tomatoes, 81% das 27 opiniões dos críticos são positivas, com uma avaliação média de 6,5/10. O consenso do site é de que "Sleepaway Camp é um terror adolescente padrão elevado por momentos ocasionais de estranheza ao estilo de John Waters e um final distorcido". No Metacritic, o filme foi avaliado por quatro críticos e obteve a nota 58 em 100, o que indica "críticas mistas ou médias". O AllMovie avaliou o filme com duas de cinco estrelas e enfatizou: "Embora a maior parte da confusão sexual da história de flexão de gênero seja, em última análise, incompleta... Sleepaway Camp é distinto o suficiente para garantir a visualização obrigatória dos entusiastas do gênero".
Ao comentar sobre o desempenho do elenco, o estudioso de cinema Thomas Sipos escreveu que o filme "parece estranho devido aos seus contrastantes estilos de atuação. A maior parte do elenco atua de maneira naturalista, enquanto a performance de Desiree Gould como tia Martha é surpreendentemente estilística: é tão exagerada que chega ao ponto da caricatura". O filmólogo Bartłomiej Paszylk opinou que o longa é "excepcionalmente ruim como filme, mas realmente bom como slasher" e salientou que, ao "elevar as crianças à posição de protagonistas em massa", a obra acaba por se tornar "uma complicada metáfora das dores e ansiedades indescritíveis de crescer". O autor comentou ainda sobre a conclusão do filme: "O final epifânico afasta Sleepaway Camp de filmes como Friday the 13th e o aproxima de 'slashers com uma reviravolta' dos anos 1980, como Happy Birthday to Me (1981) e April Fool's Day (1986), mas o filme de Hiltzik vai ainda mais longe: neste caso, o desfecho não apenas acrescenta uma nova dimensão a tudo o que vimos até então, mas abre caminho profundamente em nossas mentes e permanece conosco para sempre".
O Bloody Disgusting fez uma crítica positiva, elogiando o desempenho de Rose e descrevendo a reviravolta como "uma das mais chocantes vistas desde, possivelmente, Psycho de Hitchcock". Ed Gonzales, da Slant Magazine, atribuiu duas de quatro estrelas ao longa, comentando que "provavelmente é melhor aproveitar esse pináculo do terror trash dos anos 80 com a mentalidade virgem de sua protagonista", pois ele "evoca um período antes da Ritalina e do bom senso". Gabriel Paixão, do Boca do Inferno, deu-lhe a nota máxima, descrevendo-o como "um pequeno clássico" que leva "à constatação de que produções de baixo orçamento feitos com criatividade, garra e boa vontade são peças cada vez mais raras hoje em dia". O filme foi tema de um episódio temático de Dia das Bruxas do podcast cômico How Did This Get Made?, apresentado por Paul Scheer, que lembrou que o longa venceu "por uma vitória esmagadora" uma enquete feita entre os fãs do programa sobre o "filme perfeito" para a ocasião.

#### Análise temática e controvérsias
Sleepaway Camp recebeu críticas contemporâneas por sua representação de um vilão transgênero. As reações variam de acusações de sensacionalismo e apelação transfóbica à aclamação como uma história de horror queer presciente que explora identidade de gênero, bullying e trauma. Willow Maclay, escritora transgênero da revista Cléo, criticou o filme por sua "equação de instabilidade mental com crescer num papel de gênero não condizente com sua identidade. Quase todas as pessoas transgênero crescem sendo criadas num papel de gênero ao qual não se ajustam, e isso não significa que sejam doentes mentais ou gravemente violentas". BJ Colangelo, em editorial para o Dead Central, também notou implicações transfóbicas e homofóbicas na representação de Angela e do pai gay de Angela, mas admitiu que o filme tem mérito metafórico por mostrar consequências adversas e violentas para um personagem que é forçado a assumir papéis de gênero não alinhados com a identidade dele.

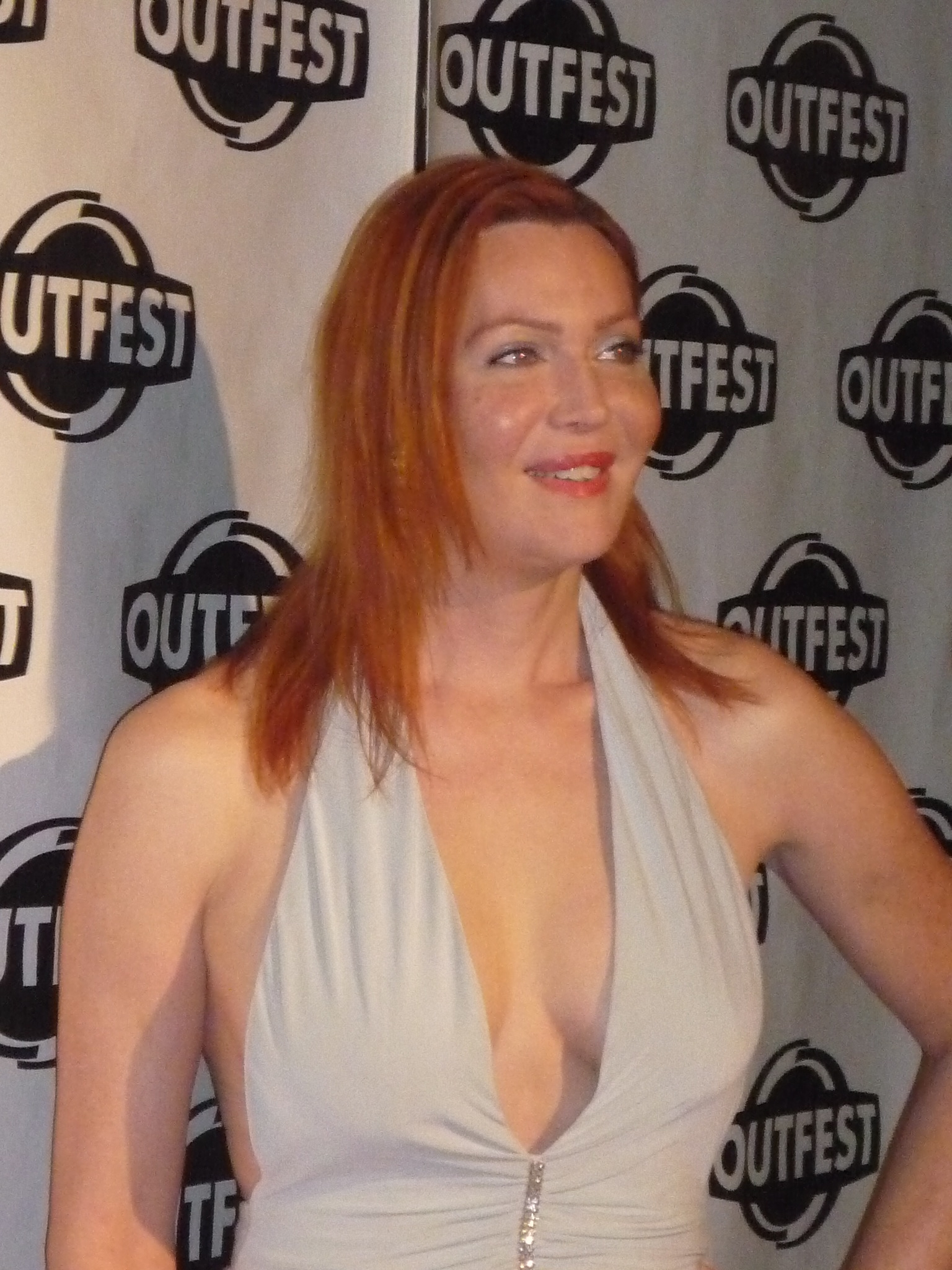
A ativista transgênero Calpernia Addams argumenta que a personagem Angela não é transgênero, mas sim alguém forçado a viver como menina, apesar de ter sido designado como homem.

Calpernia Addams, autora e ativista transgênero, comentou numa entrevista de 2021 à Fangoria que a personagem Angela "nem sequer é trans... Toda essa situação com Angela refere-se à uma criança que foi forçada a essa transição entre aspas". Ela comparou a personagem a David Reimer, um canadense que, quando criança, foi forçado pelos pais a viver como uma menina após uma circuncisão malsucedida. Addams afirmou ainda que o filme deve ser avaliado no contexto do período em que foi feito: "Eu diria apenas que gosto de Sleepaway Camp pelo que ele é, que é um terror cafona dos anos 80 com uma reviravolta única no final. E eu acho que é a pior representação possível de uma história supostamente trans, à la Buffalo Bill, Dressed to Kill ou qualquer filme do tipo. Mas, ao mesmo tempo, não quero que seja censurado ou cancelado. E se você simplesmente sentar para assistir e se permitir, pode ser uma sessão agradável".
A escritora transgênero Alice Collins, do Bloody Disgusting, disse que Sleepaway Camp "está impregnado de atmosfera queer, especialmente quando comparado com seus contemporâneos. Em sua época, ele olhou para esse assunto de forma mais profunda que outros filmes. O pai de Angela e Peter é um gay no armário, há uma transgressão de gênero forçada (o que é mais abuso do que queer, mas as pessoas verão isso como tal) e a maioria das pessoas seminuas no filme são homens com todos aqueles shorts muito curtos que deixam pouco para a imaginação enquanto há pouca exibição do corpo feminino". Collins argumenta que Angela é uma garota transgênero, observando que, nas sequências do filme, a personagem é apresentada como uma mulher e usa pronomes femininos: "Então, apesar de a tia Martha ser louca, ela simplesmente se deparou, por acaso, com uma pessoa que já era uma menina; e foi por acidente que a lavagem cerebral dela funcionou".
Cáel M. Keegan, pesquisador da representação trans na mídia, oferece outra análise: a revelação de que Angela é na verdade Peter seria uma das raras representações, ainda que não intencional, de uma experiência transmasculina, uma vez que o garotinho Peter é forçado a se conformar a um gênero que não é o dele. Assim, a violência que o personagem perpetra no acampamento torna-se não a história de um monstro, mas sim uma trama de vingança de uma vítima em reação à violência que sofre. Felissa Rose também defendeu o filme numa entrevista de 2023: "Eu absolutamente não concordo que seja transfóbico. Sinto como se Angela fosse uma adolescente típica tentando encontrar sua identificação de gênero e orientação sexual e achei isso extremamente emocionante para 1982. Estava à frente de seu tempo. Você pode ver o pai dela e o namorado dele, bem como o relacionamento dela com Paul [sua paixão no acampamento], com quem ela tentava entender seu relacionamento. Eu sinto que era uma história adolescente de uma jovem chegando à maioridade.

### Mídia doméstica
O filme recebeu dois lançamentos em VHS nos Estados Unidos: em 1984 pela Media Home Entertainment e em 1989 pela Video Treasures. No Reino Unido, foi disponibilizado em VHS pela CBS/Fox Video em março de 1984 sob o título alternativo Nightmare Vacation. Em 8 de agosto de 2000, a Anchor Bay Entertainment (antiga Video Treasures) lançou o filme em DVD nos Estados Unidos. Enquanto nas edições em VHS o filme é apresentado na íntegra, na versão em DVD diversas cenas foram ligeiramente encurtadas, particularmente aquela que mostra uma cobra a sair da boca de um cadáver; além disso, uma cena em que rapazes correm nus em direção à água foi excluída e certos trechos de diálogos sofreram alterações drásticas. Países como Alemanha e Reino Unido também comercializaram versões editadas. Em 2005, a Legacy Entertainment lançou no Canadá um DVD sem cortes, mas essa versão foi referida como um bootleg, proveniente do VHS estadunidense.
Em 20 de agosto de 2002, a Anchor Bay relançou o DVD de 2000 como parte de um box set com quatro discos intitulado Sleepaway Camp Survival Kit, que também continha as duas sequências do filme e um disco bônus com cenas não editadas da inacabada terceira sequência. A caixa da coletânea foi projetada para parecer uma caixa de primeiros socorros, exibindo uma grande cruz vermelha como elemento gráfico principal. Após seu lançamento, a Cruz Vermelha apresentou uma queixa contra a Anchor Bay, alegando que a representação do símbolo da organização violava a Convenção de Genebra, o que levou a distribuidora a alterar a arte do box para remover a cruz.
Em 2004, a filial da Anchor Bay no Reino Unido lançou um novo DVD de Sleepaway Camp para a região 2, anunciado que essa versão traria o filme completo, sem os cortes da versão estadunidense; contudo, o disco lançado não apresentava as cenas anteriormente cortadas reinseridas no filme, apenas as exibia como um conteúdo extra na forma de clipes adicionais. Em 27 de maio de 2014, a Scream Factory disponibilizou o filme pela primeira vez em Blu-ray, numa edição de colecionador. Este lançamento contém uma digitalização 2K do negativo original da câmera e apresenta a versão integral do filme, ao contrário dos lançamentos em DVD da Anchor Bay.
Cerca de trinta e quatro anos depois de sua estreia original nos cinemas, Sleepaway Camp teve o primeiro lançamento comercial no Brasil em novembro de 2017. Na ocasião, foi disponibilizado em DVD pela Versátil Home Vídeo como parte da coleção Slashers, que também continha outras produções inéditas no país até então: The Burning (1981), The House on Sorority Row (1983) e Deliria (1987). Esse disco estabeleceu o título Acampamento Sinistro para o filme original no Brasil, uma vez que o segundo filme da franquia já havia sido intitulado como Acampamento Sinistro ao ser lançado em VHS no fim da década de 1980. Em 30 de outubro de 2020, houve um novo lançamento do longa em DVD, desta vez com distribuição pelo selo 1Films Entretenimento da Darkflix, numa coleção contendo os três primeiros filmes da franquia.

## Obras relacionadas

### Sequências
No final da década de 1980,  após Robert Hiltzik vender os direitos de futuros filmes da série Sleepaway Camp, Michael A. Simpson dirigiu duas sequências: Sleepaway Camp II: Unhappy Campers (1988) e Sleepaway Camp III: Teenage Wasteland (1989). Nelas, Angela (agora interpretada por Pamela Springsteen, irmã de Bruce Springsteen) reaparece num acampamento de verão nas proximidades, mas desta vez disfarçada de monitora após uma cirurgia de redesignação sexual. Assim como no acampamento anterior, ela alegremente tortura e mata qualquer um que se comporte mal ou a irrite. Esses filmes tinham um tom cômico mais satírico do que o original.
Outra sequência, Sleepaway Camp IV: The Survivor, dirigida por Jim Markovic, foi parcialmente filmada no início dos anos 1990, mas deixada incompleta. Em 2002, a filmagem inacabada foi incluída como bônus numa edição limitada da coleção de DVD Sleepaway Camp Survival Kit. O longa foi concluído em 2010 com imagens de arquivo dos três primeiros filmes e lançado em DVD e no Amazon Instant Video em 2012. Um quinto filme, Return to Sleepaway Camp, marcou o retorno de Hiltzik à direção e de Felissa Rose ao papel de Angela. Essa sequência teve a produção concluída em 2003, mas Hiltzik exigiu ajustes nos efeitos CGI, o que levou a mais cinco anos de pós-produção. Com distribuição da Magnolia Pictures, o filme foi lançado diretamente em vídeo em 2008 e recebeu críticas predominantemente negativas.
Desde 2006, vinha sendo divulgado o andamento de um suposto "capítulo final" da franquia, intitulado Sleepaway Camp Reunion, que também contaria com a colaboração de Hiltzik. Seria o primeiro filme 3D da série e uma sequência direta de Return to Sleepaway Camp, reunindo os personagens tia Martha, Ricky e Angela. No entanto, o produtor Jeff Katz anunciou em 2013 que ele e Hiltzik tinham começado a trabalhar numa reinicialização que manteria a mitologia do filme original e seus elementos psicossexuais num cenário moderno, originando uma nova cinessérie. Em meados de 2014, Hiltzik disse que já estava ajustando o roteiro. Michael Simpson, diretor das duas primeiras sequências, escreveu o roteiro de um filme paralelo, Sleepaway Camp: Berserk, cujo enredo incorpora o terror sobrenatural e se desenrola a partir da condenação de Angela ao corredor da morte. Em dezembro de 2020, Rose anunciou o desenvolvimento de uma outra sequência de Sleepaway Camp, a ser estrelada por ela.

### Outros trabalhos
Em 2009, estreou no circuito dos festivais de cinema independente o filme Caesar and Otto's Summer Camp Massacre, uma comédia de terror que parodia slashers ambientados em acampamentos, com destaque para os filmes da franquia Sleepaway Camp. Com direção de Dave Campfield, essa produção teve Felissa Rose no papel da protagonista Carrie, uma personagem que satiriza Angela. Karen Fields reinterpretou seu papel em Sleepaway Camp no curta-metragem Judy (2014), dirigido por Jeff Hayes e incluído na edição de colecionador do lançamento em Blu-ray do filme original. Em 2018, foi noticiada a produção do documentário Angela: The Official Sleepaway Camp Documentary, com produção executiva da própria Rose e anunciado como "o primeiro e definitivo documentário sobre a slasher feminina favorita de todos".
Em outubro de 2022, a editora independente DieDieBooks anunciou a publicação de um livro, escrito pelas analistas de cinema BJ e Harmony Colangelo, sobre o impacto e o legado do filme sob a perspectiva LGBTQ, enfatizando as diferente reações que ele causou na comunidade queer ao longo dos anos. Em outubro de 2023, em comemoração aos 40 anos de Sleepaway Camp, foi publicado o livro Sleepaway Camp: Making the Movie and Reigniting the Campfire, de Jeff Hayes, que fundou o website oficial do filme em 1998. O livro é um compêndio de entrevistas com o elenco e a equipe por trás do longa e da franquia, com inéditos relatos e fotos de bastidores, incluindo uma edição especial acompanhada do álbum com a trilha sonora do filme de 1983. A propriedade onde se localizava o antigo Camp Algonquin, que havia sido transformada em conjunto habitacional, foi reaberta ao público a partir de 2022, o que possibilitou aos fãs passear, pernoitar e assistir à exibição do filme nas locações reais.